# Usarzów
Usarzów – wieś w Polsce położona w województwie świętokrzyskim, w powiecie opatowskim, w gminie Lipnik.
| SIMC    | Nazwa     | Rodzaj    |
| ------- | --------- | --------- |
| 0797582 | Barakówka | część wsi |
| 0797599 | Góry      | część wsi |
| 0797607 | Michalin  | część wsi |
| 0797613 | Osiny     | część wsi |

W latach 1975–1998 miejscowość administracyjnie należała do województwa tarnobrzeskiego.

## Historia
Pierwsze wzmianki o miejscowości pochodzą z II poł. XIV w. Początkowo wieś nosiła nazwę Urzazów. W dokumentach z 1381, 1385 i 1386 r. jako świadek występuje Wydźga de Urzazów. Według Jana Długosza w połowie XV w. wieś była własnością Zawiszy i miała 7 łanów kmiecych, 4 karczmy i zagrodników. Dziesięcinę o wartości 8 grzywien pobierał od nich biskup krakowski. Folwark rycerski oddawał dziesięcinę plebanowi w Goźlicach.
Według rejestru poborowego powiatu sandomierskiego z 1578 r. wieś podzielona była między Uzarzowskiego i Stanisława Niedźwiedzkiego. Uzarzowski płacił od 4 osadników, 2 łanów i 2 zagrodników z rolą. Niedźwiedzki płacił od 7 osadników, 3½ łana, 1 zagrodnika i 2 komorników.
Spis z 1827 r. wykazał w Usarzowie 15 domów i 85 mieszkańców. W 1885 r. było tu 19 domów i 200 mieszkańców. Znajdował się tu folwark o powierzchni 502 mórg.

## Znani ludzie związani z miejscowością
- W Usarzowie urodził się Roman Cichowski przedsiębiorca,  działacz społeczno-polityczny oraz wynalazca udoskonalający maszyny rolnicze.